# Honey (film 1930)
Honey è un film del 1930 diretto da Wesley Ruggles. La sceneggiatura di Herman J. Mankiewicz si basa su Come Out of the Kitchen!, romanzo di Alice Duer Miller pubblicato a New York nel 1916 e sull'omonimo lavoro teatrale di A. E. Thomas, andato in scena a Broadway il 23 ottobre 1916 con protagonista Ruth Chatterton.

## Trama
In Virginia, appartenente a un'orgogliosa e aristocratica famiglia rimasta ormai senza un soldo, completamente rovinata, Olivia Dangerfield, per pagare l'ipoteca, è costretta ad affittare l'antica casa di campagna dei Dangerfield alla signora Falkner, una ricca vedova di New York. Olivia, però, non riesce a procurarsi la servitù perché, a parte Doris, una cameriera, nessuno dei domestici si presenta. La difficile situazione si risolve con Olivia che si presta a fare da cuoca e con suo fratello Charles il maggiordomo. La signora Falkner arriva con la figlia Cora e con Burton Crane, un giovanotto che l'accompagna. La giovane Falkner ben presto si innamora di Charles, il "maggiordomo", trascurando Burton che, da parte sua, pare attirato dalla bella cuoca. La vedova scopre il romanzetto d'amore della figlia e Doris, la cameriera, la informa anche che la casa appartiene ad Olivia, la cuoca. La signora Falkner si prepara così a partire ma Cora e Charles annunciano il loro fidanzamento. E la stessa cosa pare stia per accadere anche tra Olivia e Burton.

## Produzione
Le riprese del film, prodotto dalla Paramount Famous Lasky Corporation usando il sistema sonoro Movietone, iniziarono il 2 dicembre 1929, con il titolo Come Out of the Kitchen, remake di un altro Come Out of the Kitchen del 1919. In seguito, la casa di produzione decise di cambiare il titolo in quello di Honey.
Il film fu girato anche in versione francese, svedese, spagnola e tedesca.

## Distribuzione
Il copyright del film, richiesto dalla Paramount Famous Lasky Corp., fu registrato il 29 marzo 1930 con il numero LP1188. Distribuito dalla Paramount Pictures, il film uscì nelle sale cinematografiche statunitensi il 29 marzo 1930 dopo essere stato presentato in prima a New York il 28 marzo 1930.